# 지젤 (가수)
지젤(内永 枝利, GISELLE, 2000년 10월 30일 ~ )은 일본의 가수, 래퍼이며 걸 그룹 aespa의 멤버이다.